# Alessandra Mion
Alessandra Mion, meglio nota come Frau Knam (Venezia, 22 maggio 1971), è una conduttrice televisiva, scrittrice e pasticciera italiana.

## Biografia
Alessandra Mion, nata a Venezia ma milanese d’adozione, dopo il liceo si iscrive a Giurisprudenza per poi iniziare a lavorare, grazie all’intuito di Giorgio Fantoni, presso la casa editrice Skira, specializzata in libri d’arte. Lì ha fatto esperienza prima all'ufficio commerciale, poi all'ufficio iconografico. Nel 2009 conosce e in seguito sposa Ernst Knam, pasticcere, giudice del programma televisivo Bake Off Italia e volto televisivo. Dal 2012 Mion diventa responsabile commerciale dell’azienda Knam, dove si occupa della realizzazione e dell’organizzazione di eventi, e della comunicazione del brand.
Durante il periodo del lockdown causato dal COVID-19 nasce il brand “Frau Knam”, un blog e canale Instagram di ricette.
Nel 2020 pubblica il libro Knam & Knam. Con noi tutti possono diventare pasticceri, scritto in collaborazione con Ernst Knam, con prefazione di Davide Oldani, edito da Solferino. Nel 2021 debutta in TV come conduttrice del programma di Rai 2 Dolce Quiz, a fianco del marito Ernst Knam e di Alessandro Greco. Nello stesso anno diventa ospite fisso della trasmissione di Rai 2 I fatti vostri - condotta da Michele Guardì - con la rubrica "la Dolceria", in onda tutti i venerdì mattina, in diretta dagli studi Rai di Via Teulada. Nel 2023 pubblica il libro Frau Knam la pasticceria per tutti, edito da Mondadori. Il libro diventa lo spunto per la nascita del nuovo programma La pasticceria di Frau Knam in onda su Food Network, il canale del gruppo Warner Discovery interamente dedicato al cibo. Nel 2024, a partire dal 9 maggio, va in onda la seconda stagione del programma La pasticceria di Frau Knam.

## Televisione
- Dolce Quiz (2021)
- I Fatti Vostri (2021)
- La Pasticceria di Frau Knam (2023-2024)

## Opere
- Knam & Knam. Con noi tutti possono diventare pasticceri, 2020, ISBN 8891838039
- La pasticceria per tutti. Oltre 50 ricette per scoprire il mondo dei dolci, 2023 ISBN 8891838039